# Wan zhong
Pour plus de détails, voir Fiche technique et Distribution.
Wan zhong (晚鐘) est un film chinois réalisé par Wu Ziniu, sorti en 1989. Le film gagna le Grand prix du jury de la Berlinale.

## Synopsis
Juste après la seconde guerre sino-japonaise, une section de cinq soldats chinois vit dans un lieu dévasté, enterrant les morts, déminant le terrain et combattant des soldats japonais qui ne savent pas que le conflit est terminé.

## Fiche technique
- Titre : Wan zhong
- Titre original : 晚鐘
- Titre anglophone : Evening Bell
- Réalisation : Wu Ziniu
- Scénario : Wu Ziniu et Wang Yifei
- Photographie : Yong Hou
- Musique : Jianping Ma
- Pays d'origine : Chine
- Genre : guerre
- Date de sortie : 1989

## Distribution
- Zeru Tao
- Chong Peipei
- Qi Zhao
- Ruolei Liu
- Yaming Ge
- Xiang Zongi